# Liga ACB 2016-17
La temporada 2016-17 de la Liga Endesa fue la 34.ª temporada de la liga española de baloncesto como Liga ACB. Como ya ocurrió en la temporada 2008-09 participaron 17 equipos, por lo que descansó un equipo por jornada.

## Equipos participantes
| Equipo                         | Pabellón (Capacidad)                                  | Fundación |
| ------------------------------ | ----------------------------------------------------- | --------- |
| Real Betis Energía Plus        | Palacio de Deportes San Pablo (10.200 espectadores)   | 1987      |
| Tecnyconta Zaragoza            | Pabellón Príncipe Felipe (10.744 espectadores)        | 2002      |
| RETAbet Bilbao Basket          | Bilbao Arena (10.014 espectadores)                    | 2000      |
| FC Barcelona                   | Palau Blaugrana (7.585 espectadores)                  | 1926      |
| Divina Seguros Joventut        | Olímpico de Badalona (12.500 espectadores)            | 1930      |
| Herbalife Gran Canaria         | Gran Canaria Arena (11.500 espectadores)              | 1963      |
| Iberostar Tenerife             | Pabellón Insular Santiago Martín (5.500 espectadores) | 1939      |
| Laboral Kutxa Baskonia         | Fernando Buesa Arena (15.504 espectadores)            | 1959      |
| ICL Manresa                    | Nou Congost (5.000 espectadores)                      | 1931      |
| Montakit Fuenlabrada           | Pabellón Fernando Martín (5.700 espectadores)         | 1983      |
| Morabanc Andorra               | Poliesportiu d'Andorra (5.000 espectadores)           | 1970      |
| Real Madrid                    | Palacio de los Deportes (13.673 espectadores)         | 1932      |
| Río Natura Monbus Obradoiro    | Multiusos Fontes do Sar (6.050 espectadores)          | 1970      |
| Movistar Estudiantes           | Palacio de los Deportes (13.673 espectadores)         | 1948      |
| Unicaja Málaga                 | José María Martín Carpena (11.300 espectadores)       | 1992      |
| Universidad Católica de Murcia | Palacio de Deportes (7.454 espectadores)              | 1985      |
| Valencia Basket                | Pabellón Fuente de San Luis (9.000 espectadores)      | 1986      |

### Equipos por territorios
| Comunidad autónoma   | N.º | Equipos                                                   |
| -------------------- | --- | --------------------------------------------------------- |
| Cataluña             | 3   | FC Barcelona Lassa, Divina Seguros Joventut e ICL Manresa |
| Comunidad de Madrid  | 3   | Montakit Fuenlabrada, Movistar Estudiantes y Real Madrid  |
| País Vasco           | 2   | RETAbet Bilbao Basket y Laboral Kutxa Baskonia            |
| Andalucía            | 2   | Unicaja y Real Betis Energía Plus                         |
| Canarias             | 2   | Herbalife Gran Canaria e Iberostar Tenerife               |
| Aragón               | 1   | Tecnyconta Zaragoza                                       |
| Comunidad Valenciana | 1   | Valencia Basket                                           |
| Galicia              | 1   | Río Natura Monbus Obradoiro                               |
| Región de Murcia     | 1   | Universidad Católica de Murcia                            |
| País                 | Nº  | Equipos                                                   |
| Andorra              | 1   | Morabanc Andorra                                          |

### Arbitraje
Los árbitros de cada partido fueron designados por una comisión creada para tal objetivo e integrada por representantes de la ACB y la FEB. En la temporada 2016/17, los colegiados de la categoría fueron los siguientes:
- 5 - Daniel Hierrezuelo Navas
- 11 - Carlos Sánchez Monserrat
- 15 - Juan Carlos García González
- 18 - Juan José Martínez Diez
- 20 - Òscar Perea Lorente
- 21 - Vicente Bultó Estébanez
- 22 - Francisco Araña Santana
- 23 - José Antonio Martín Bertrán
- 27 - Antonio Conde Ruiz
- 31 - Carlos Peruga Embid
- 33 - Miguel Ángel Pérez Pérez
- 35 - Emilio Pérez Pizarro
- 36 - José Ramón García Ortiz
- 38 - Anna Cardús Flaqué
- 41 - Miguel Ángel Pérez Niz
- 42 - Antonio Sacristán Barazón
- 43 - Benjamín Jiménez Trujillo
- 44 - Carlos Cortés Rey
- 48 - Pedro Munar Bañón
- 50 - Luis Miguel Castillo Larroca
- 52 - Jacobo Rial Barreiro
- 53 - Rubén Sánchez Mohedas
- 54 - Fernando Calatrava Cuevas
- 55 - Jorge Martínez Fernández
- 56 - Andrés Fernández Sánchez
- 57 - Sergio Manuel Rodríguez
- 59 - Juan de Dios Oyón Cauqui
- 60 - Rafael Serrano Velázquez
- 61 - Jordi Aliaga Solé
- 62 - Víctor Mas Cagide
- 63 - Martín Caballero Madrid
- 64 - Raúl Zamorano Sánchez

## Detalles de la competición liguera

### Clasificación de la liga regular
| Pos | Equip                       | J  | G  | P  | PF   | PC   |
| --- | --------------------------- | -- | -- | -- | ---- | ---- |
| 1   | Real Madrid CF              | 32 | 25 | 7  | 2803 | 2500 |
| 2   | Saski Baskonia              | 32 | 23 | 9  | 2697 | 2445 |
| 3   | Valencia Basket             | 32 | 23 | 9  | 2693 | 2398 |
| 4   | Unicaja Málaga              | 32 | 22 | 10 | 2661 | 2495 |
| 5   | Iberostar Tenerife          | 32 | 22 | 10 | 2466 | 2277 |
| 6   | FC Barcelona Lassa          | 32 | 22 | 10 | 2631 | 2426 |
| 7   | Herbalife Gran Canaria      | 32 | 21 | 11 | 2710 | 2438 |
| 8   | MoraBanc Andorra            | 32 | 16 | 16 | 2611 | 2687 |
| 9   | UCAM Murcia                 | 32 | 14 | 18 | 2558 | 2565 |
| 10  | RETAbet Bilbao Basket       | 32 | 14 | 18 | 2472 | 2577 |
| 11  | Movistar Estudiantes        | 32 | 13 | 19 | 2611 | 2670 |
| 12  | Montakit Fuenlabrada        | 32 | 12 | 20 | 2462 | 2714 |
| 13  | Rio Natura Monbus Obradoiro | 32 | 11 | 21 | 2439 | 2626 |
| 14  | Divina Seguros Joventut     | 32 | 11 | 21 | 2434 | 2538 |
| 15  | Tecnyconta Zaragoza         | 32 | 9  | 23 | 2534 | 2710 |
| 16  | Real Betis Energía Plus     | 32 | 9  | 23 | 2432 | 2683 |
| 17  | ICL Manresa                 | 32 | 5  | 27 | 2374 | 2785 |

- En caso de empate a victorias, se toma en cuenta los enfrentamientos entre los equipos implicados, y en caso de perdurar dicho empate, la diferencia entre puntos conseguidos y puntos recibidos (+/-).

|  | Los equipos que ocupen estas posiciones al término de la temporada, disputarán los Playoffs por el título. |
|  | Los equipos que ocupen estas posiciones descenderán a la LEB Oro 2017-18.                                  |

### Evolución de la clasificación
| Equipo \ Jornada        | 1           | 2  | 3  | 4  | 5  | 6  | 7  | 8  | 9  | 10 | 11 | 12 | 13 | 14 | 15 | 16 | 17 | 18 | 19 | 20 | 21 | 22 | 23 | 24 | 25 | 26 | 27 | 28 | 29 | 30 | 31 | 32 | 33 | 34 |   |
| ----------------------- | ----------- | -- | -- | -- | -- | -- | -- | -- | -- | -- | -- | -- | -- | -- | -- | -- | -- | -- | -- | -- | -- | -- | -- | -- | -- | -- | -- | -- | -- | -- | -- | -- | -- | -- | - |
| Equipo \ Jornada        | Real Madrid | 4  | 1  | 3  | 3  | 1  | 1  | 2  | 1  | 1  | 1  | 1  | 1  | 1  | 1  | 1  | 1  | 1  | 1  | 1  | 1  | 1  | 2  | 3  | 2  | 3  | 3  | 2  | 1  | 1  | 1  | 1  | 1  | 1  | 1 |
| Baskonia                | 1           | 2  | 6  | 4  | 3  | 5  | 4  | 6  | 5  | 8  | 6  | 5  | 5  | 5  | 5  | 5  | 5  | 4  | 5  | 5  | 5  | 4  | 2  | 4  | 4  | 5  | 4  | 5  | 4  | 3  | 3  | 4  | 3  | 2  |   |
| Valencia Basket         | 3           | 11 | 8  | 6  | 6  | 3  | 5  | 4  | 6  | 4  | 4  | 3  | 2  | 3  | 3  | 3  | 2  | 5  | 4  | 3  | 3  | 3  | 4  | 3  | 2  | 1  | 3  | 2  | 2  | 2  | 2  | 2  | 2  | 3  |   |
| Unicaja Málaga          | 13          | 16 | 10 | 9  | 8  | 7  | 8  | 7  | 7  | 5  | 5  | 6  | 6  | 6  | 6  | 7  | 7  | 6  | 6  | 6  | 6  | 6  | 6  | 5  | 7  | 7  | 7  | 7  | 5  | 7  | 5  | 5  | 4  | 4  |   |
| Iberostar Tenerife      | 5           | 3  | 1  | 1  | 2  | 2  | 1  | 3  | 3  | 2  | 3  | 2  | 4  | 4  | 4  | 4  | 3  | 2  | 2  | 2  | 2  | 1  | 1  | 1  | 1  | 2  | 1  | 3  | 3  | 4  | 6  | 6  | 5  | 5  |   |
| FC Barcelona Lassa      | 7           | 6  | 5  | 7  | 5  | 4  | 3  | 2  | 2  | 3  | 2  | 4  | 3  | 2  | 2  | 2  | 4  | 3  | 3  | 4  | 4  | 5  | 5  | 6  | 5  | 4  | 6  | 4  | 6  | 4  | 4  | 3  | 6  | 6  |   |
| Herbalife Gran Canaria  | 14          | 14 | 15 | 16 | 14 | 11 | 9  | 9  | 9  | 9  | 9  | 9  | 8  | 8  | 7  | 6  | 6  | 8  | 8  | 7  | 7  | 7  | 7  | 7  | 6  | 6  | 5  | 6  | 7  | 6  | 7  | 7  | 7  | 7  |   |
| MoraBanc Andorra        | 9           | 5  | 4  | 5  | 7  | 8  | 7  | 5  | 4  | 7  | 8  | 7  | 7  | 7  | 8  | 8  | 8  | 7  | 7  | 8  | 8  | 9  | 8  | 8  | 8  | 8  | 8  | 8  | 8  | 8  | 8  | 8  | 8  | 8  |   |
| UCAM Murcia             | 8           | 12 | 7  | 8  | 11 | 13 | 15 | 15 | 12 | 13 | 13 | 15 | 12 | 13 | 12 | 12 | 13 | 14 | 13 | 14 | 14 | 12 | 13 | 12 | 12 | 11 | 11 | 12 | 11 | 10 | 10 | 10 | 10 | 9  |   |
| RETAbet Bilbao Basket   | 6           | 4  | 2  | 2  | 4  | 6  | 6  | 8  | 8  | 6  | 7  | 8  | 9  | 9  | 9  | 9  | 9  | 10 | 9  | 9  | 9  | 8  | 9  | 9  | 9  | 9  | 9  | 9  | 9  | 9  | 9  | 9  | 9  | 10 |   |
| Movistar Estudiantes    | 16          | 13 | 11 | 10 | 10 | 10 | 11 | 10 | 10 | 10 | 10 | 10 | 13 | 14 | 14 | 13 | 14 | 12 | 11 | 11 | 11 | 10 | 11 | 11 | 10 | 12 | 12 | 11 | 10 | 11 | 12 | 11 | 11 | 11 |   |
| Montakit Fuenlabrada    | 12          | 8  | 9  | 13 | 16 | 17 | 16 | 16 | 16 | 16 | 16 | 14 | 11 | 10 | 10 | 11 | 10 | 9  | 10 | 10 | 10 | 11 | 10 | 10 | 11 | 10 | 10 | 10 | 12 | 12 | 11 | 12 | 12 | 12 |   |
| Rio Natura Monbus       | 17          | 17 | 17 | 15 | 15 | 16 | 13 | 13 | 15 | 14 | 12 | 12 | 14 | 15 | 15 | 16 | 16 | 16 | 16 | 16 | 16 | 16 | 16 | 16 | 16 | 16 | 14 | 14 | 13 | 15 | 15 | 14 | 13 | 13 |   |
| Divina Seguros Joventut | 10          | 15 | 16 | 17 | 17 | 15 | 14 | 14 | 14 | 15 | 15 | 16 | 16 | 16 | 16 | 15 | 15 | 15 | 15 | 15 | 15 | 15 | 15 | 15 | 15 | 14 | 15 | 13 | 14 | 13 | 13 | 13 | 14 | 14 |   |
| Tecnyconta Zaragoza     | 15          | 10 | 12 | 12 | 9  | 12 | 12 | 12 | 13 | 11 | 11 | 11 | 10 | 11 | 13 | 14 | 12 | 13 | 14 | 12 | 12 | 13 | 14 | 13 | 14 | 15 | 16 | 16 | 15 | 14 | 14 | 15 | 15 | 15 |   |
| Real Betis Energía Plus | 2           | 7  | 13 | 11 | 12 | 9  | 10 | 11 | 11 | 12 | 14 | 13 | 15 | 12 | 11 | 10 | 11 | 11 | 12 | 13 | 13 | 14 | 12 | 14 | 13 | 13 | 13 | 15 | 16 | 16 | 16 | 16 | 16 | 16 |   |
| ICL Manresa             | 11          | 9  | 14 | 14 | 13 | 14 | 17 | 17 | 17 | 17 | 17 | 17 | 17 | 17 | 17 | 17 | 17 | 17 | 17 | 17 | 17 | 17 | 17 | 17 | 17 | 17 | 17 | 17 | 17 | 17 | 17 | 17 | 17 | 17 |   |

Actualizado a 20 de mayo de 2017

Fuente:

### Playoffs por el título
|  | Cuartos de final | Cuartos de final       | Cuartos de final | Cuartos de final | Cuartos de final |    |    | Semifinales            | Semifinales | Semifinales | Semifinales | Semifinales | Semifinales |  |   | Finales     | Finales | Finales | Finales | Finales | Finales |  |
|  |                  |                        |                  |                  |                  |    |    |                        |             |             |             |             |             |  |   |             |         |         |         |         |         |  |
|  |                  |                        |                  |                  |                  |    |    |                        |             |             |             |             |             |  |   |             |         |         |         |         |         |  |
|  | 1                | Real Madrid            | 107              | 77               | 95               |    |    |                        |             |             |             |             |             |  |   |             |         |         |         |         |         |  |
|  | 1                | Real Madrid            | 107              | 77               | 95               |    |    |                        |             |             |             |             |             |  |   |             |         |         |         |         |         |  |
|  | 8                | Morabanc Andorra       | 76               | 89               | 84               |    |    |                        |             |             |             |             |             |  |   |             |         |         |         |         |         |  |
|  | 8                | Morabanc Andorra       | 76               | 89               | 84               |    | 1  | Real Madrid            | 71          | 101         | 76          | -           |             |  |   |             |         |         |         |         |         |  |
|  |                  |                        |                  |                  |                  |    | 1  | Real Madrid            | 71          | 101         | 76          | -           |             |  |   |             |         |         |         |         |         |  |
|  |                  |                        | 4                | Unicaja Málaga   | 68               | 72 | 73 | -                      |             |             |             |             |             |  |   |             |         |         |         |         |         |  |
|  | 4                | Unicaja Málaga         | 4                | Unicaja Málaga   | 68               | 72 | 73 | -                      | 79          | 67          | 71          |             |             |  |   |             |         |         |         |         |         |  |
|  | 4                | Unicaja Málaga         |                  |                  |                  |    |    |                        |             |             | 71          |             |             |  |   |             |         |         |         |         |         |  |
|  | 5                | Iberostar Tenerife     | 65               | 73               | 61               |    |    |                        |             |             |             |             |             |  |   |             |         |         |         |         |         |  |
|  | 5                | Iberostar Tenerife     | 65               | 73               | 61               |    |    |                        |             |             |             |             |             |  | 1 | Real Madrid | 87      | 79      | 64      | 76      |         |  |
|  |                  |                        |                  |                  |                  |    |    |                        |             |             |             |             |             |  | 1 | Real Madrid | 87      | 79      | 64      | 76      |         |  |
|  |                  |                        | 3                | Valencia Basket  | 81               | 86 | 81 | 87                     |             |             |             |             |             |  |   |             |         |         |         |         |         |  |
|  | 2                | Laboral Kutxa Baskonia | 3                | Valencia Basket  | 81               | 86 | 81 | 87                     | 71          | 79          | 73          |             |             |  |   |             |         |         |         |         |         |  |
|  | 2                | Laboral Kutxa Baskonia |                  |                  |                  |    |    |                        |             |             | 73          |             |             |  |   |             |         |         |         |         |         |  |
|  | 7                | Herbalife Gran Canaria | 59               | 94               | 71               |    |    |                        |             |             |             |             |             |  |   |             |         |         |         |         |         |  |
|  | 7                | Herbalife Gran Canaria | 59               | 94               | 71               |    | 2  | Laboral Kutxa Baskonia | 82          | 90          | 69          | 77          |             |  |   |             |         |         |         |         |         |  |
|  |                  |                        |                  |                  |                  |    | 2  | Laboral Kutxa Baskonia | 82          | 90          | 69          | 77          |             |  |   |             |         |         |         |         |         |  |
|  |                  |                        | 3                | Valencia Basket  | 83               | 70 | 75 | 85                     |             |             |             |             |             |  |   |             |         |         |         |         |         |  |
|  | 3                | Valencia Basket        | 3                | Valencia Basket  | 83               | 70 | 75 | 85                     | 83          | 79          | 67          |             |             |  |   |             |         |         |         |         |         |  |
|  | 3                | Valencia Basket        |                  |                  |                  |    |    |                        |             |             | 67          |             |             |  |   |             |         |         |         |         |         |  |
|  | 6                | FC Barcelona           | 61               | 91               | 64               |    |    |                        |             |             |             |             |             |  |   |             |         |         |         |         |         |  |
|  | 6                | FC Barcelona           | 61               | 91               | 64               |    |    |                        |             |             |             |             |             |  |   |             |         |         |         |         |         |  |
|  |                  |                        |                  |                  |                  |    |    |                        |             |             |             |             |             |  |   |             |         |         |         |         |         |  |

## Galardones

### Jugador de la jornada
| Jornada | Jugador               | Equipo                  | Valoración |
| ------- | --------------------- | ----------------------- | ---------- |
| 1       | Luka Žorić            | Real Betis Energía Plus | 30         |
| 2       | Patrik Auda           | ICL Manresa             | 27         |
| 2       | Sergio Llull          | Real Madrid             | 27         |
| 3       | Davin White           | Iberostar Tenerife      | 38         |
| 4       | Nemanja Nedović       | Unicaja Málaga          | 29         |
| 5       | Ante Tomić            | FC Barcelona Lassa      | 27         |
| 5       | Johannes Voigtmann    | Baskonia                | 27         |
| 6       | Albert Sàbat          | Divina Seguros Joventut | 25         |
| 7       | Ante Tomić (2)        | FC Barcelona Lassa      | 33         |
| 8       | Stevan Jelovac        | Tecnyconta Zaragoza     | 36         |
| 9       | Álex Mumbrú           | RETAbet Bilbao Basket   | 36         |
| 10      | Sergio Llull (2)      | Real Madrid             | 37         |
| 11      | Luka Dončić           | Real Madrid             | 34         |
| 12      | Trent Lockett         | Real Betis Energía Plus | 33         |
| 13      | Facundo Campazzo      | UCAM Murcia             | 36         |
| 14      | Tyrese Rice           | FC Barcelona Lassa      | 29         |
| 15      | Vítor Faverani        | UCAM Murcia             | 31         |
| 16      | Gustavo Ayón          | Real Madrid             | 30         |
| 17      | Giorgi Shermadini     | MoraBanc Andorra        | 33         |
| 18      | Edwin Jackson         | Movistar Estudiantes    | 44         |
| 19      | Aaron Doornekamp      | Iberostar Tenerife      | 28         |
| 20      | Shane Larkin          | Baskonia                | 31         |
| 21      | Adam Hanga            | Baskonia                | 34         |
| 22      | Shane Larkin (2)      | Baskonia                | 36         |
| 23      | Blagota Sekulić       | Montakit Fuenlabrada    | 31         |
| 24      | Bojan Dubljević       | Valencia Basket         | 28         |
| 25      | Giorgi Shermadini (2) | MoraBanc Andorra        | 41         |
| 26      | Sergio Llull (3)      | Real Madrid             | 32         |
| 27      | Felipe Reyes          | Real Madrid             | 40         |
| 28      | Luka Dončić           | Real Madrid             | 32         |
| 29      | Kyle Fogg             | Unicaja Málaga          | 30         |
| 30      | Ante Tomić (3)        | FC Barcelona Lassa      | 32         |
| 31      | Bojan Dubljević (2)   | Valencia Basket         | 38         |
| 32      | Giorgi Shermadini (3) | MoraBanc Andorra        | 32         |
| 33      | Sergio Llull (4)      | Real Madrid             | 33         |
| 34      | Adam Hanga (2)        | Baskonia                | 28         |

### Jugador del mes MVP Movistar+
| Mes       | Jornadas | Jugador               | Equipo                | Valoración Media |
| --------- | -------- | --------------------- | --------------------- | ---------------- |
| Octubre   | 1 a 6    | Scott Bamforth        | RETAbet Bilbao Basket | 22,8             |
| Noviembre | 7 a 10   | Stevan Jelovac        | Tecnyconta Zaragoza   | 27,3             |
| Diciembre | 11 a 15  | Ante Tomić            | FC Barcelona Lassa    | 22,4             |
| Enero     | 16 a 19  | Giorgi Shermadini     | MoraBanc Andorra      | 27,7             |
| Febrero   | 20 a 22  | Shane Larkin          | Baskonia              | 33,5             |
| Marzo     | 23 a 26  | Giorgi Shermadini (2) | MoraBanc Andorra (2)  | 25,7             |
| Abril     | 27 a 31  | Bojan Dubljević       | Valencia Basket       | 20,6             |